# ファルカタ

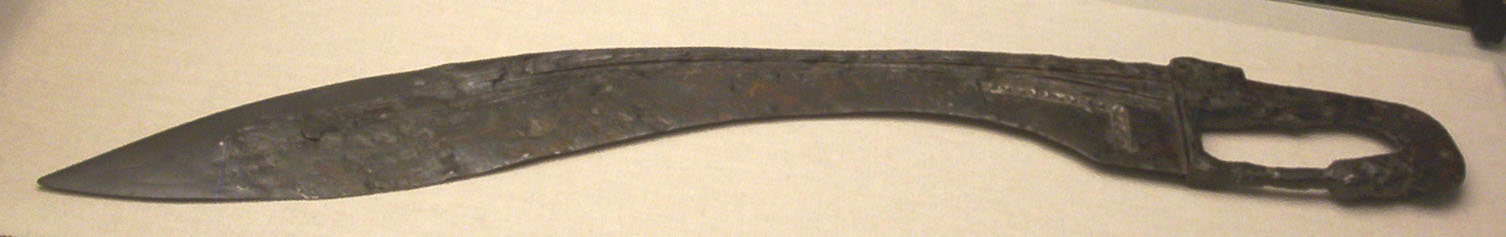
ファルカタ

ファルカタ（Falcata）は、古代にイベリア半島で使用されていた刀。
軽く湾曲した刀剣で、半分から3分の2程は片刃、先端は両刃となっていた。カエトラと呼ばれる小型の盾と組み合わせて用いられた。
鉄製の刀で、紀元前4世紀には用いられており、第二次ポエニ戦争でも使用された。ポリュビオスによれば、刺突、斬撃の双方の用法に適した頑丈な剣であるとされている。その後、共和政ローマでもグラディウス・ヒスパニエンシス（ラテン語: Gladius Hispaniensis）として用いられ、鈍器としても有用であったことが記録されている。
イベリア半島では高位にある人物の副葬品として発掘されていることから、地位の象徴としての面を有していたと考えられている。